# Ripa
Ripa – rione, jedno z dwudziestu dwóch rioni Rzymu, tradycyjnych jednostek podziału administracyjnego miasta, dotyczącego części wewnątrz murów aureliańskich (z niewielkimi wyjątkami). Stanowi część gminy Municipio Roma I.
Współcześnie Ripa ma powierzchnię 0,85 km², a w 2015 zamieszkiwało je 2 919 mieszkańców.
Historyczny numer dzielnicy to R. XII.